# Luther Green
Luther Green (Nueva York, Nueva York, 13 de noviembre de 1946-Brooklyn, Nueva York, 25 de enero de 2006) fue un jugador de baloncesto estadounidense que disputó una temporada en la NBA, dos en la ABA y otras cinco en la EBA. Con 2,01 metros de estatura, jugaba en la posición de alero.

## Trayectoria deportiva

### Universidad
Jugó durante cuatro temporadas con los Blackbirds de la Universidad de Long Island, en las que promedió 17,3 puntos y 12,1 rebotes por partido. En 1968 fue incluido en el primer equipo All-American de la División II de la NCAA.

### Profesional
Fue elegido en la cuadragésimo primera posición del Draft de la NBA de 1969 por Cincinnati Royals, y también por los Floridians en el Draft de la ABA, fichando finalmente por los New York Nets. Allí, en su primera temporada, promedió 4,8 puntos y 4,5 rebotes por partido.
Tras jugar una temporada más en los Nets, en la cual apenas contó para su entrenador, Lou Carnesecca, en 1972 fichó por los Philadelphia 76ers de la NBA, pero solo llegó a disputar 5 partidos, anotando 3 puntos en total.
El resto de su carrera transcurrió en la EBA, donde ganó el título de campeón en 1974, y posteriormente en Argentina, donde jugó para Talleres de Remedios de Escalada y Lanús.
Green también formó parte durante una década de los Harlem Wizards, un equipo profesional de exhibición.

## Estadísticas de su carrera en la NBA y la ABA

### Temporada regular
| Temporada | Edad | Equipo             | Liga  | P  | TIT | MIN  | TC  | TCA | %TC  | 3P  | 3PA | %3P  | TL  | TLA | %TL  | R.OF. | R.DEF. | REB | ASIS | ROB | TAP | PER | FP  | PTS |
| 1969-70   | 23   | New York Nets      | ABA   | 59 |     | 12.5 | 1.9 | 5.1 | .376 | 0.0 | 0.1 | .000 | 0.9 | 1.6 | .567 | 1.6   | 2.8    | 4.5 | 0.5  |     |     | 0.9 | 2.0 | 4.8 |
| 1970-71   | 24   | New York Nets      | ABA   | 26 |     | 6.3  | 1.5 | 3.4 | .455 | 0.0 | 0.2 | .000 | 0.7 | 1.7 | .409 | 0.8   | 1.3    | 2.1 | 0.1  |     |     | 0.8 | 0.7 | 3.8 |
| 1972-73   | 26   | Philadelphia 76ers | NBA   | 5  |     | 6.4  | 0.0 | 2.2 | .000 |     |     |      | 0.6 | 1.8 | .333 |       |        | 0.6 | 0.0  |     |     |     | 0.6 | 0.6 |
| Total     |      |                    | TOTAL | 90 |     | 10.4 | 1.7 | 4.5 | .383 | 0.0 | 0.1 | .000 | 0.8 | 1.7 | .507 | 1.4   | 2.4    | 3.6 | 0.3  |     |     | 0.9 | 1.5 | 4.3 |
|           |      |                    | ABA   | 85 |     | 10.6 | 1.8 | 4.6 | .394 | 0.0 | 0.1 | .000 | 0.9 | 1.7 | .518 | 1.4   | 2.4    | 3.7 | 0.4  |     |     | 0.9 | 1.6 | 4.5 |
|           |      |                    | NBA   | 5  |     | 6.4  | 0.0 | 2.2 | .000 |     |     |      | 0.6 | 1.8 | .333 |       |        | 0.6 | 0.0  |     |     |     | 0.6 | 0.6 |

### Playoffs
| Temp. | Edad | Equipo        | Liga | P | MIN | TCA | TC | 3PA | 3P | TLA | TL | R.OF. | REB | ASIS | ROB | TAP | PER | FP | PTS | %TC  | %3P  | %FT  | MIN  | PTS | REB | AST |
| 1970  | 23   | New York Nets | ABA  | 7 | 82  | 11  | 29 | 1   | 2  | 10  | 15 |       | 28  | 3    |     |     |     |    | 33  | .379 | .500 | .667 | 11.7 | 4.7 | 4.0 | 0.4 |
| Total |      |               | ABA  | 7 | 82  | 11  | 29 | 1   | 2  | 10  | 15 |       | 28  | 3    |     |     |     |    | 33  | .379 | .500 | .667 | 11.7 | 4.7 | 4.0 | 0.4 |